# Jaklein al-Duqom
Jaklein al-Duqom (* 10. März 1964) ist eine jordanische Tischtennisspielerin. Sie nahm am Einzelwettbewerb der Olympischen Spiele 1988 in Seoul teil. Hier blieb sie in der Vorgruppe B ohne Sieg und musste fünf Niederlagen einstecken. Damit verpasste sie die Hauptrunde und landete auf dem geteilten letzten Platz 41.

## Spielergebnisse bei den Olympischen Spielen
- Olympische Spiele 1988 Einzel[1]
  - Siege: -
  - Niederlagen: Yang Young-ja (Südkorea), Hui So Hung (Hongkong), Renata Kasalová (Tschechoslowakei), Elizabeth Popper (Venezuela), Lin Li-Ju (Taiwan)